# Psammitis
Psammitis is een geslacht van spinnen uit de familie van de krabspinnen (Thomisidae).

## Soorten
- Psammitis abramovi (Marusik & Logunov, 1995)
- Psammitis albidus (Grese, 1909)
- Psammitis bonneti (Denis, 1938)
- Psammitis courti (Marusik & Omelko, 2014)
- Psammitis daisetsuzanus (Ono, 1988)
- Psammitis deichmanni (Sørensen, 1898)
- Psammitis demirsoyi (Demir, Topçu & Türkes, 2006)
- Psammitis gobiensis (Marusik & Logunov, 2002)
- Psammitis labradorensis (Keyserling, 1887)
- Psammitis laticeps (Bryant, 1933)
- Psammitis lindbergi (Roewer, 1962)
- Psammitis minor (Charitonov, 1946)
- Psammitis nenilini (Marusik, 1989)
- Psammitis nepalhimalaicus (Ono, 1978)
- Psammitis nevadensis (Keyserling, 1880)
- Psammitis ninnii (Thorell, 1872) – Duinkrabspin
- Psammitis novokhatskyii (Fomichev, 2015)
- Psammitis potamon (Ono, 1978)
- Psammitis rugosus (Buckle & Redner, 1964)
- Psammitis sabulosus (Hahn, 1832) – Zandkrabspin
- Psammitis secedens (L. Koch, 1876)
- Psammitis seserlig (Logunov & Marusik, 1994)
- Psammitis setiger (O. Pickard-Cambridge, 1885)
- Psammitis sibiricus (Kulczyński, 1908)
- Psammitis simplicipalpatus (Ono, 1978)
- Psammitis torsivus (Tang & Song, 1988)
- Psammitis tyshchenkoi (Marusik & Logunov, 1995)
- Psammitis wuae (Song & Zhu, 1995)
- Psammitis xysticiformis (Caporiacco, 1935)
- Psammitis zonshteini (Marusik, 1989)